# Thoronidea taino
Thoronidea taino är en stekelart som beskrevs av Lubomir Masner och Lars Huggert 1979. Thoronidea taino ingår i släktet Thoronidea och familjen Scelionidae. Inga underarter finns listade i Catalogue of Life.